# Daughter (gruppo musicale)
I Daughter sono un gruppo musicale inglese originario di Londra e formatosi nel 2010.

## Storia del gruppo
Di origini italo-irlandesi, Elena Tonra è cresciuta a Northwood. Grazie a suo nonno, nato a Dublino, ha sperimentato la musica irlandese sin dalla tenera età ed Il suo interesse per la musica, è cominciato dopo aver ricevuto una copia dell'album Grace di Jeff Buckley. Dopo essere stata vittima di bullismo a scuola, ha usato la scrittura per "affrontare emotivamente la vita". Cambiare scuola all'età di dodici anni, ha avuto un forte impatto nella vita della cantante che da allora scrive "di cose di cui mi è molto difficile parlare".
La cantante ha cominciato a esibirsi in diversi spettacoli in acustico utilizzando il suo nome, nella città di Londra. Igor Haefeli, chitarrista della band, assistette a uno degli spettacoli di Tonra, scoprendo che aveva "un potere che attirava tutti". Originario di Neuchatel, Haefeli ha frequentato il The Institute of Contemporary Music Performance, dove ha conosciuto la cantante durante un corso di scrittura di canzoni. I due hanno iniziato ad esibirsi assieme. Dopo che il loro primo demo ricevette un grosso passaparola, i Daughter hanno pubblicato il loro EP di debutto, intitolato His Young Heart, pubblicato il 20 aprile del 2011 e registrato nel monolocale di Haefeli. Lo stesso anno pubblicarono il loro secondo EP, intitolato The Wild Youth, e distribuito il 2 ottobre del 2011, attraverso la Communion Records. Quest'ultimo lavoro viene elogiato dal sito web britannico For Folk's Sake che ha descritto i Daughter come "uno dei suoni unici nel panorama pop di oggi".
Tonra e Haefeli sono rimasti romanticamente coinvolti in una relazione ed il chitarrista, ha insistito sul fatto di tenere la vita di coppia e la vita della band separate, sottolineando il non volere che la cantante smettesse di scrivere sul loro rapporto nelle sue canzoni personali poiché "i cantautori devono essere espansivi e non devono avere paura". Tonra ha dichiarato d'essere d'accordo con Haefeli e sottolineato che non "racconta mai a nessuno di cosa parlano le sue canzoni". I due hanno concluso la loro relazione prima dell'uscita dell'album If You Leave nel 2013.
Nel 2012, dopo aver tenuto uno spettacolo a Londra, la band annuncia di aver firmato un contratto con l'etichetta 4AD. Il loro primo singolo Smother, viene pubblicato nell'ottobre dello stesso anno. Successivamente, la band appare per la prima volta in televisione, al David Letterman Show, presentando il singolo Youth.

### If You Leave
Nel marzo 2013 la band pubblica il suo album d'esordio If You Leave. L'album viene accolto positivamente dalla critica; la rivista Drowned in Sound lo ha definito "un album concepito magnificamente, che segui dall'inizio alla fine, affascinato dalla storia e dall'emozione", dandogli un voto di 9 su 10. La band ha inoltre vinto il premio "Album indipendente dell'anno" agli AIM Independent Music Awards. Per sostenere l'uscita dell'album, la band ha cominciato un lungo tour, esibendosi in oltre 130 date e reclutando Luke Saunders come membro aggiuntivo per le performance dal vivo.
Durante i primi mesi del 2014, il gruppo si è recato nell'Estremo Oriente e in Australasia per una serie di spettacoli e prendendo parte al St. Jerome's Laneway Festival. Nell'aprile dello stesso anno, hanno accompagnato il gruppo The National in sei date del loro tour in America del Nord.

### Not to Disappear
Nel settembre 2014, la band ha dichiarato di aver cominciato a lavorare a un nuovo progetto nel loro studio a Londra. Haefeli ha dichiarato: "Abbiamo suonato a così tanti spettacoli, che il primo album è diventato più rock sul palco e siamo focalizzati su quella dinamica". Il 6 aprile del 2015, il gruppo annuncia di supportare Ben Howard in una breve serie di date del tour negli Stati Uniti. Il 30 settembre del 2015 esce il singolo Doing the Right Thing, accompagnato da un video musicale. Il loro secondo album Not to Disappear, viene pubblicato il 15 gennaio del 2016, preceduto dal secondo singolo Numbers. il 28 luglio 2016 esce il video musicale del singolo No Care.

### Music from Before the Storm e Ex:Re
Nel 2017, il gruppo pubblica il loro terzo album, intitolato Music from Before the Storm, composto da tredici tracce per lo più strumentali e scritto come colonna sonora del videogioco Life is Strange: Before the Storm, sviluppato dalla Deck Nine Games. Tonra ha ricordato: 
Siamo orgogliosi di aver composto la soundtrack per Life Is Strange: Before the Storm. È stata la nostra prima esperienza con una soundtrack originale e siamo fieri di aver avuto l’opportunità di lavorare con questo team. Abbiamo amato la storia dal primo momento in cui l’abbiamo letta e il tutto ruota intorno a personaggi femminili molto emotivi, intelligenti, sensibili e cazzuti in egual modo. Penso che gli stessi personaggi abbiamo ispirato i suoni che abbiamo creato. È stato un piacere esserne coinvolti.
Nel novembre 2018, Elena Tonra annuncia e pubblica Ex:Re, il suo primo progetto da solista, incentrato sulla fine di un rapporto. Nel 2021 pubblica una reinterpretazione del suo primo album, intitolato Ex:Re with 12 Ensemble, una collaborazione con la compositrice Josephine Stephenson e l'orchestra d'archi 12 Ensemble.

### Stereo Mind Game
All'inizio di gennaio 2023 la band annuncia il suo quarto album in studio intitolato Stereo Mind Game, distribuito il 7 aprile dello stesso anno. Viene preceduto dall'uscita di tre singoli: "Be On Your Way" (il 9 gennaio), "Party", l'8 febbraio. e "Swim Back" (il 27 febbraio).

## Formazione
- Elena Tonra (Ex:Re da solista) – voce, chitarra, basso, pianoforte
- Igor Haefeli – chitarra, basso, tastiere
- Remi Aguilella – batteria, percussioni

## Discografia

### Album in studio
- 2013 – If You Leave
- 2016 – Not to Disappear
- 2017 – Music from Before the Storm
- 2023 – Stereo Mind Game

### EP
- 2010 – Demos EP (autoprodotto)
- 2011 – His Young Heart (autoprodotto)
- 2011 – The Wild Youth (Communion Records)
- 2014 – 4AD Sessions (4AD)

### Singoli
- 2012 – Smother (4AD)
- 2013 – Human (4AD)
- 2013 – Youth (4AD)
- 2015 – Doing the Right Thing (4AD)
- 2015 – Numbers (4AD)
- 2016 – How (4AD)
- 2016 – No Care (4AD)
- 2016 – The End (4AD)
- 2017 – Burn It Down
- 2023 – Be On Your Way
- 2023 – Party
- 2023 – Swim Back